# Gare de Marmagne-sous-Creusot
Ne doit pas être confondu avec Gare de Marmagne ou Gare de Saint-Symphorien-de-Marmagne.
La gare de Marmagne-sous-Creusot est une gare ferroviaire française située sur la commune de Marmagne dans le département de Saône-et-Loire et la région Bourgogne-Franche-Comté.

## Situation ferroviaire
Le bâtiment de la gare ne servant plus du tout, il fut fermé, puis détruit en novembre 2013, bien que la gare soit toujours desservie par des TER et des cars TER.

## Service voyageurs

### Accueil
Halte SNCF, c'est un point d'arrêt non géré (PANG) à entrée libre.

### Dessertes
Marmagne-sous-Creusot est desservie par des trains du réseau TER Bourgogne-Franche-Comté (ligne Montchanin - Étang-sur-Arroux).